# Civitavecchia
Civitavecchia est une ville italienne de la région du Latium, située dans la ville métropolitaine de Rome Capitale entre la mer Tyrrhénienne et les monts de la Tolfa.
C'est un port maritime qui dessert notamment la Sardaigne et la Corse.

## Géographie

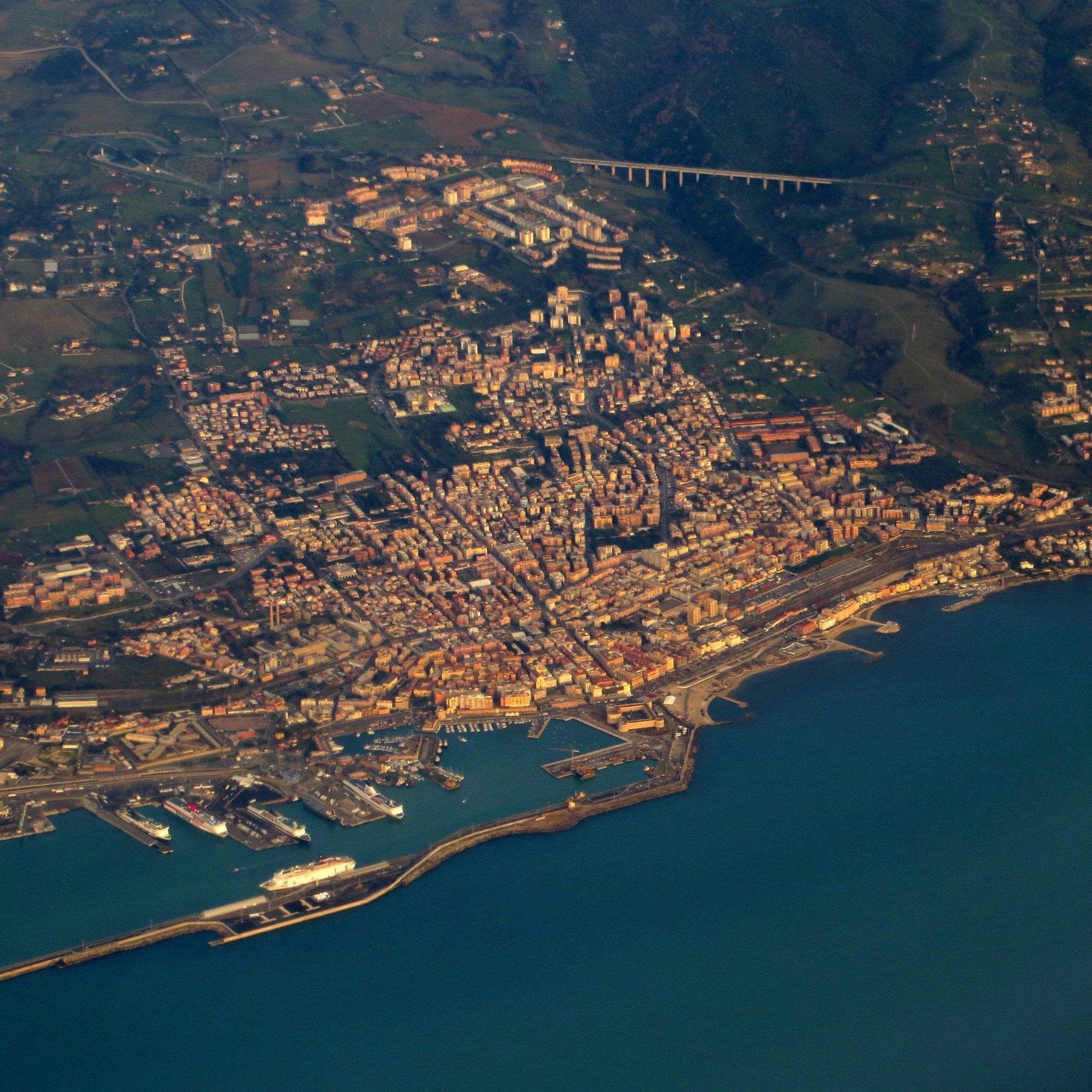
Vue aérienne de Civitavecchia.

La ville est située dans une zone entre le fleuve Mignone au nord et le fleuve Marangone au sud. Le bras final du Mignone, qui passe au nord de Civitavecchia, coule dans la province de Viterbe avant de se jeter dans la mer Tyrrhénienne.
Sans grand reliefs, il existe de nombreux vallons (fossi)  et de petits canyons entre les montagnes voisines de la Tolfa et  la mer. La côte comporte de nombreuses baies et des petits golfes (cellae) avec des fonds rocheux, et des plages de sable fin vers le nord.

## Histoire

### Période étrusque
Les Étrusques s'établissent sur le site, comme en témoigne le site de La Castellina.

### Période romaine
Le port est construit par l'empereur Trajan au début du IIe siècle. La cité s'appelle alors Centum Cellae. Elle est mentionnée pour la première fois dans la correspondance de Pline le Jeune. L'origine du nom n'a pas été clairement défini : peut-être évoque-t-il les cent salles de la villa de l'empereur.

### Moyen Âge
Au haut Moyen Âge, Centumcellae est une place forte byzantine. La cité entre dans les États pontificaux en 728. Le port subit des razzias des sarrasins en 813-814, 828, 846 et de nouveau en 876, et est fortifié sous les ordres du pape Léon VII en 854. Il est alors donné comme fief à plusieurs seigneurs, notamment le compte Ranieri de Civita Castellana, l'Abbaye de Farfa, et le Di Vico, qui possède Centumcellae en 1431.

### Renaissance
En 1431, le pape Eugène IV décide de reconquérir la place, et envoie une armée commandée par le cardinal Giovanni Maria Vitelleschi et de plusieurs condottiere (notamment Niccolò Fortebraccio, Ranuce Farnèse et Manicuccio dell'Aquila). Le fief est racheté 4000 florins, et entre dans le domaine du pape. La cité est alors fortifiée.
La cité devient un port franc en 1696, sous le pape Innocent XII, et devient durant l'époque moderne le port principal de Rome. 

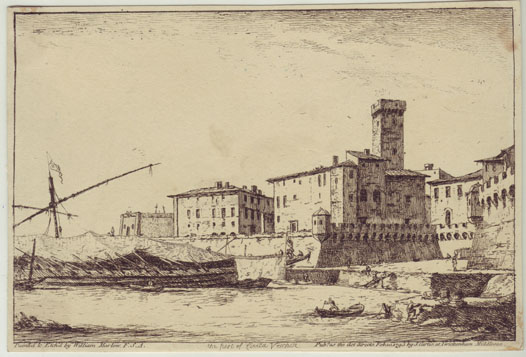
Civitavecchia, William Marlow, 1795.

En mai 1767, à la suite du décret d'expulsion des Jésuites d'Espagne par le roi Charles III, la flotte de l'amiral Dom Antoine Barcelo se présente dans la rade de Civitavecchia pour y débarquer près de 600 religieux exilés mais le pape Clément XIII refuse de laisser débarquer les réfugiés jusqu'en octobre 1768[pertinence contestée].
Les États pontificaux sont conquis en 1809 par la France du Premier Empire, et jusqu'en 1814 Civita Vechhia est un canton du département de Rome.
Le bagne de Civitavecchia a existé de 1810 à 1814,,.

### De la Restauration à l'unification de l'Italie
La ligne de chemin de fer Rome-Civitavecchia ouvre le 16 avril 1859. Les troupes papales ouvrent les portes de la forteresse au général Nino Bixio en 1870, permettant l'unification de l'Italie.

### Seconde Guerre mondiale
Durant la Seconde Guerre mondiale, les Alliés bombardent la ville, au prix de nombreuses victimes civiles.

## La Repubblica dei ragazzi
C'est dans les environs de la ville que sous l'impulsion de John Patrick Carroll Abbing avec le soutien notable de deux femmes suisses, Arianne Flournoy et Claire Wenner a créé "la Repubblica dei ragazzi" destinés à l'accueil d'enfants, souvent orphelins, qui errent notamment dans les rues de Rome. Cette expérience, soutenue par l'église de Rome, a promu un modèle d'éducation nouvelle qui en a inspiré de nombreuses autres. Elle s'est elle même inspirée de expériences des "Boys Town" de Edward J. Flanagan aux États-Unis.

## Personnalités liées à Civitavecchia
- Pedro Luis Borgia (Pedro Luis de Borja), Fils du Pape Alexandre VI (Rodrigo Borgia) lui-même neveu du Pape Calixte III (Alfonso Borgia), premier Duc de Gandie, Grand d'Espagne, seigneur des baronnies du Château Bayrent, Gallinera, Bellreguard, Xeresa et Alcodar, camerlingue des Rois catholiques d'Espagne. Marié à Maria Enriquez de Luna, de la Maison des Enriquez, cousine du Roi Ferdinand le Catholique. Mort à Civitavecchia à l'âge de 31 ans, le 3 septembre 1491.
- Vittorio Tamagnini (1910-1981), champion olympique de boxe en 1928, né à Civitavecchia.
- Eugenio Scalfari (1924-2022), journaliste italien.
- Annalisa Corrado, née à Civitavecchia le 8 septembre 1973, est une femme politique italienne du Parti démocrate, élue députée du Parlement européen en 2024.

## Économie

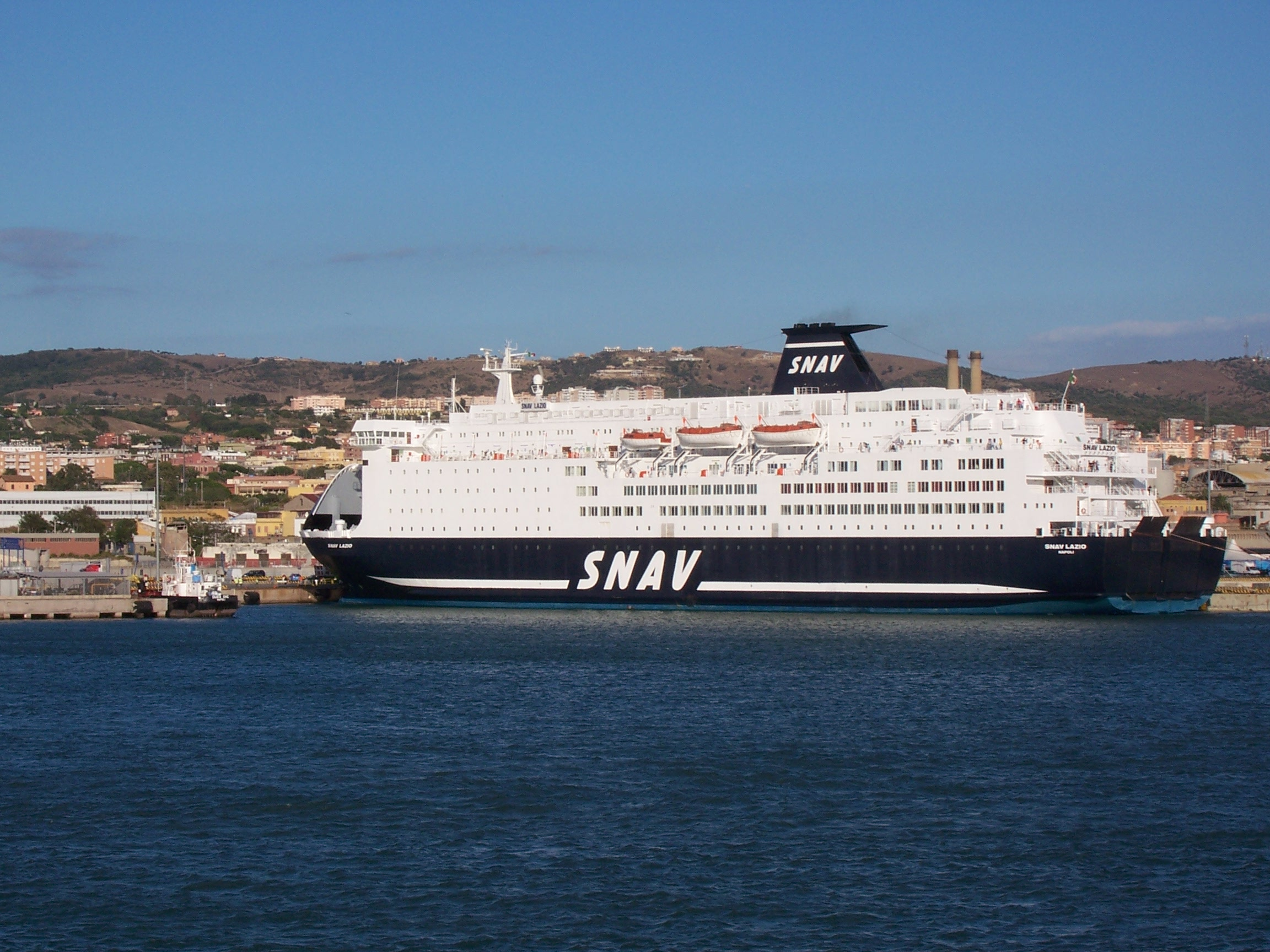
Un ferry au port commercial.

Civitavecchia est aujourd'hui une plateforme centrale du transport maritime de l'Italie centrale. C'est le port principal de Rome, avec des lignes régulières de ferry et croisière pour la Sardaigne, la Sicile, Malte, Tunis, Ajaccio, Toulon et Barcelone. La Pêche est le second pourvoyeur d'emplois.
La cité compte une base militaire.

## Culture
C'est de cette ville que serait originaire la Sambuca.
L'écrivain français Stendhal, Henri Beyle de son nom de naissance, fut consul de France à Civitavecchia pendant la monarchie de Juillet de 1831 à 1836 et de 1839 à 1841. Il s'y ennuya beaucoup et y commença plusieurs livres qu'il ne finit pas (Lucien Leuwen, Souvenirs d'égotisme et La vie d'Henry Brulard).
Auguste Brizeux, né le 12 septembre 1803 à Lorient (Morbihan) et mort le 3 mai 1858 à Montpellier (Hérault), poète romantique breton, s'embarque pour l'Italie avec Auguste Barbier, en 1834. En 1841, il publie Les Ternaires, un recueil lyrique inspiré par Civitavecchia dont il fait la « seconde patrie de son âme ». En outre, il publie une traduction de la Divine Comédie.

## Monuments et patrimoine

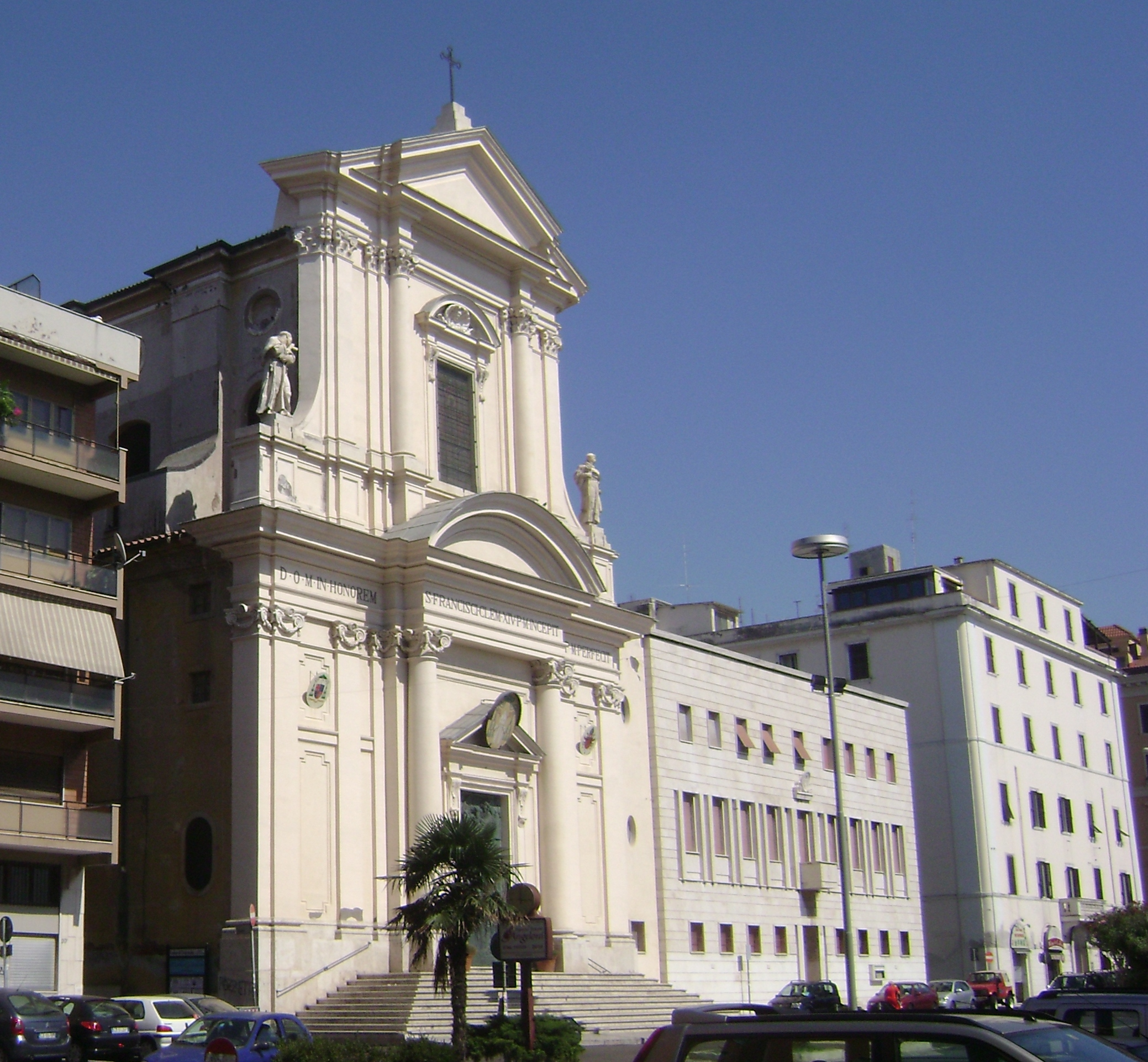
Façade de la cathédrale Saint-François d'Assise.

## Églises
- Cattedrale di San Francesco d'Assisi
- Chiesa del'Immacolata Concezione
- Chiesa della Stella
- Chiesa della Vergine delle Grazie
- Chiesa dei Santissimi Martiri Giapponesi
- Chiesa di Santa Maria dell'Orazione e Morte

- Le site étrusque de La Castellina

- Le fort Michelangelo fut commencé par Bramante sous le pape Jules II pour défendre le port de Rome, et complété en 1535 par Giuliano Leno et Antonio da Sangallo le Jeune, sous Paul III.  La partie supérieure de la tour maschio, fut conçue par Michel-Ange, dont le nom est généralement donné à la forteresse. La structure, mesurant 100 m par 82 m (328,08 pi x 269,03 pi), comprend quatre tours d'un diamètre de 21 m (68,90 pi). Les côtés de la tour principale, de forme octogonale, mesurent 12 m (39,37 pi) de largeur. Les murs comportent une impressionnante épaisseur  de  6 à 7,6 m (19,69 à 24,93 pi). La forteresse a été construite sur une ancienne construction romaine, probablement des casernes de la marine impériale (classiarii).

- La Rocca (« château ») fut reconstruite à la fin du XVe siècle par le pape Sixte IV, et un palais apostolique fut ajouté au XVIe siècle par Pie IV.

- La Cathédrale Saint François d'Assise fut édifiée  par les Franciscains sur la petite  église existante construite en 1610. L'édifice actuel, aux lignes baroque-néoclassique, érigée au XVIIIe siècle, héberge la statue de Santa Fermina sainte patronne de la ville.

- Les bains qu'on retrouve au nord de la ville à Ficoncella, étaient fréquentés par les Romains et ils sont encore populaires parmi la population de Civitavecchia. Les noms modernes se réfèrent aux plantes figuratives parmi les diverses piscines.

- Le port de croisière est situé à proximité de la ville. La plupart des grandes compagnies de croisière y ont leur port d'attache alors que plusieurs autres sociétés  y font des escales permettant aux croisiéristes de faire des excursions de quelques jours pour visiter Rome et le Vatican situés à environ 90 min de distance. Une ligne de chemin de fer relie la gare de Civitavecchia à la gare de l'Etat du Vatican à Rome.

## Administration
| Période          | Période          | Identité               | Étiquette                | Qualité |
| ---------------- | ---------------- | ---------------------- | ------------------------ | ------- |
| 28 mai 2007      | 21 mai 2012      | Giovanni Moscherini    | Le Peuple de la liberté  | Maire   |
| 21 mai 2012      | 26 novembre 2013 | Pietro Tidei           | Parti démocrate (Italie) | Maire   |
| 26 novembre 2013 | 9 juin 2014      | Ferdinando Santoriello |                          | Préfet  |
| 9 juin 2014      | 9 juin 2019      | Antonio Cozzolino      | Mouvement 5 étoiles      | Maire   |
| 9 juin 2019      | 24 juin 2024     | Ernesto Tedesco        | Ligue du Nord            | Maire   |
| 24 juin 2024     | En cours         | Marco Piendibene       | Parti démocrate (Italie) | Maire   |

### Communes limitrophes
Allumiere, Santa Marinella, Tarquinia (VT).

## Jumelages
- Amelia (Italie) ;
- Bethléem (Palestine) ;
- Ishinomaki (Japon) ;
- Nantong (Chine).